# المظاطلي
قرية المظاطلى هي إحدى القرى التابعة لمركز طامية في محافظة الفيوم في جمهورية مصر العربية. حسب إحصاءات سنة 2006، بلغ إجمالي السكان في المظاطلى 14160 نسمة، منهم 7263 رجل و6897 امرأة.